# Hetényi Zsuzsa
Hetényi Zsuzsa (Budapest, 1954. április 13. –) magyar irodalomtörténész, ruszista, műfordító, egyetemi tanár, író. Az orosz irodalom, valamint Vladimir Nabokov életművének hazai és nemzetközi hírű kutatója.

## Életpályája
Iskoláit Budapesten végezte, 1977-ben diplomázott magyar és orosz szakon. Egyetem után középiskolai tanár (Móricz Zsigmond Gimnázium), újságíró, fordító. 1983-tól 2024-ig az ELTE oktatója, egyetemi tanár. Habilitált (1996), az MTA doktora (2003).
A MűMű (ELTE BTK Műfordító Műhely) alapítója és vezetője (1996–). Az Orosz irodalom és kultúra Kelet és Nyugat vonzásában doktori program egyik alapítója (1993, Zöldhelyi Zsuzsával és Szilárd Lénával), vezetője 2007-től. A Dolce Filologia sorozat, benne a műfordítási Pofon kötetek szerkesztője (1997-től 2023-ig 26 kötet).
Kutatási területei: a 20. századi orosz próza, az orosz emigráció, a kétnyelvű és kettős identitású írók, orosz-zsidó irodalom, a műfordítás elmélete és gyakorlata, az orosz irodalom magyarországi recepciója.
2014-től 2021-ig "A Holokauszt és a családom" Facebook csoport társmoderátora, adminisztrátora volt.
2002-ben Füst Milán-díjat kapott Kertész Imre Sorstalanság c. regényének oroszra fordításáért férjével, Markis Simonnal.
2020 és 2024 között a Magyar Műfordítók Egyesületének alelnöke.
A 2020/21-es tanévben a budapesti IAS CEU vendégkutatója volt.
Noha professor emerita kinevezése előzetesen élvezte az ELTE orosz tanszék támogatását, azt a Kiss Szemán Róbert vezette intézet leszavazta a hallgatói önkormányzat egyik képviselőjének kifogása okán. Az alapszakos hallgató szerint Hetényi 2024-ben a Magyar Narancsnak adott, az orosz–ukrán háború kapcsán az orosz kultúrát és társadalmi viszonyokat kritikával illető interjúja miatt méltatlanná vált a címre. Az eljárásról az egyetemi etikai bizottság később kimondta, hogy ügyrendi és etikai szempontból is visszás volt és elmarasztalta Kisst, azonban Hetényi nyugdíjazásával megszűnt az újabb eljárás lehetősége. Távozásával megszűnt „Az orosz irodalom és kultúra Kelet és Nyugat vonzásában” doktori program.

## Családja
Édesapja Hetényi István közgazdász, pénzügyminiszter; nagyapja Hetényi Géza akadémikus, Kossuth-díjas belgyógyász-professzor. Fiai Hetényi György (1980) és Hetényi Dénes (1986). Második férje Markis Simon (Shimon Markish, 1931–2003) irodalomtörténész, műfordító.

## Főbb művei
Lásd még: publikációs listája a Magyar Tudományos Művek Tárában.
2020-ban a szépirodalom felé fordulva elkezdte közreadni már régebben elkezdett és újabban írott visszaemlékezéseit.
2022 tavaszán az ukrajnai menekülteket segítette önkéntes tolmácsként, benyomásait naplóban rögzítette napi Facebook bejegyzéseiben. Ezek bekerültek 2023-ban megjelent Nyugati, Keleti című memoárkötetébe.

### Kötetek
- Csillagosok – keresztesek. Mítosz és messianizmus Babel Lovashadseregében; Tankönyvkiadó, Bp., 1992
- Huszonöt fontos orosz regény. Műelemzések; szerk. Hetényi Zsuzsa; Maecenas–Lord, Bp., 1996 (benne cikkei: Iszaak Babel, Ilja Ehrenburg)
- Irodalomtörténeti, kultúratörténeti és nyelvészeti tanulmányok Zöldhelyi Zsuzsa c. egyetemi tanár, az MTA doktora 70. születésnapja tiszteletére; szerk. Hetényi Zsuzsa; ELTE BTK, Bp., 1998 (Dolce Filologia)
- Örvényben I. Az orosz-zsidó próza története, 1860–1940; ELTE BTK, Bp., 2000 (Dolce Filologia)
- Az orosz irodalom története 1941-től napjainkig. Felsőoktatási tankönyv; szerk. Hetényi Zsuzsa; Nemzeti Tankönyvkiadó Bp., 2002
- Russica Hungarica. Isszledovanyija po russzkoj lityerature i kul'ture. Ruszisztyika v unyiverszityetye imenyi Étvesa Loranda; szerk. Hetényi Zsuzsa; ELTE–Vodolej, Bp.–Moszkva, 2005
- "Szóba formált világ". Tanulmánykötet Han Anna habilitált egyetemi docens születésnapjára; szerk. Hetényi Zsuzsa; ELTE BTK, Bp., 2008 (Dolce Filologia)
- In a Maelstrom. The history of Russian-Jewish prose, 1860–1940; angolra ford. Boris János; CEU Press, Budapest–New York–London, 2008
- Az örökös pénzügyminiszter. Hetényi István emlékére. Hetényi Emlékkonferencia, Budapest, 2009. november 12.; szerk. Hetényi Zsuzsa; Pénzügykutató Alapítvány, Bp., 2009
- Nabokov regényösvényein; Kalligram, Budapest, 2015
- "Miről is szólnak azok a könyvek?", 1-2.; ELTE BTK, Budapest, 2020[10]
  - 1. Értelmezési kulcsok az irodalomelemzéshez
  - 2. Irodalomelemzés a 20. századi orosz próza szövegmintáin
- Szdvigi. Uzori prozi Nabokova; Academic Studies Press–Bibliorosszika, Boston–Szentpétervár, 2022 (Contemporary Western Rusistika)[11]
- Nyugati, Keleti. Ogyesszától Odesszáig, 1973–2023; Pesti Kalligram, Bp., 2023

### Válogatott internetes publikációk
- Vadregények (BUKSZ, 2008 nyár)[12]
- A fordítások bűne és vétke. A „Bűn és bűnhődés” címéről (Holmi, 2009. június)[13]
- „Az élet moslék, a világ bordélyház, az emberek szélhámosok”. Babel Odesszája: mese, idill, groteszk és más történetek (Holmi, 2011. július)[14]
- Harmsz és Örkény optikai csalódásai. Egyperces esszék arról, hogy mi lehet az abszurd (Holmi, 2012. április)[15]
- "A fordító kaméleon" – interjú Hetényi Zsuzsával (Szláv Textus, 2013. szeptember)[16]
- Tovább menni, avagy mimózák, bogáncsok és mindennemű virágok (Litera, 2015. augusztus)[17]
- Korela-karantén (Litera, 2020. március)[18]
  - angolul: “Chorela” Quarantine (Odessa, 1975), Peter Sherwood fordításában[19]
- Miben hazudunk magunknak (Litera, 2020. május)[20]
- Alagút (Jelenkor online, 2020. május)[21]
- Anyumesék (Élet és Irodalom, 2020. december)[22]

## Róla írták
"Mindent ismer az orosz irodalomból és filozófiából, amit a művelt oroszok, akik az utóbbi évtizedekben eléggé megritkultak a világon. (...) Zsuzsa tele van megörökítésre érdemes tapasztalattal. Bekalandozta a fél világot, fantasztikus emberekkel találkozott Keleten és Nyugaton, és közben Magyarországból is kijutott neki. Arra kérem, sürgősen fogjon hozzá, szeretném olvasni." (Spiró György: Hetényi Zsuzsa köszöntése. Laudáció Hetényi Zsuzsa Szépíró-díjához, 2020)

## Műfordításai
- Mihail Bulgakov: Kutyaszív; [ford. Hetényi Zsuzsa]; Katalizátor Iroda, Bp., 1986 (szamizdat)[24]
- Mihail Bulgakov: Kutyaszív (kisregények: Ördögösdi / Végzetes tojások / Kutyaszív); ford. Karig Sára, B. Fazekas László, Hetényi Zsuzsa; Európa, Bp., 1988 (Európa zsebkönyvek) ISBN 9630746344
- Iszaak Babel: Napló, 1920; ford., előszó, jegyz. Hetényi Zsuzsa; Pesti Szalon, Bp., 1993
- Örvényben II. Az orosz-zsidó próza antológiája, 1860–1940; vál., ford., jegyz. Hetényi Zsuzsa; ELTE BTK, Bp., 2000 (Dolce Filologia)
- Vlagyimir Vojnovics: Iván Csonkin közlegény élete és különleges kalandjai; ford. Hetényi Zsuzsa; Gabo, Bp., 2005 ISBN 9-63-731840-2
- Vlagyimir Vojnovics: Moszkva 2042; ford. Hetényi Zsuzsa, Abonyi Réka, Egeres Katalin; Gabo, Bp., 2006
- Oszip Rabinovics: Történet arról, hogyan utazott reb Hájim-Sulim Fejgisz Kisinyovból Odesszába, és mi történt vele; ford. Hetényi Zsuzsa; Pannonica, Bp., 2006
- Dina Rubina: Felső-Maszlovkán; ford. Hetényi Zsuzsa, Vértes Judit; Gabo, Bp., 2007
- Vladimir Nabokov: Tündöklés; ford. Hetényi Zsuzsa; Európa, Bp., 2007
- Joseph Brodsky: Velence vízjele; ford., jegyz. Hetényi Zsuzsa; Typotex, Bp., 2008
- Vladimir Nabokov: Másenyka; ford. Hetényi Zsuzsa; Európa, Bp., 2011
- Danyiil Harmsz: Esetek. Válogatott írások; vál., ford., előszó Hetényi Zsuzsa; Typotex, Bp., 2013 ISBN 978-963-2793-69-6
- Vladimir Nabokov: Pnyin; ford. Hetényi Zsuzsa; Helikon, Bp. 2021
- Vlagyimir Szorokin: A négyek szíve; ford. Hetényi Zsuzsa; Helikon, Bp. 2022

## Díjak, elismerések
- Füst Milán-díj (2002, megosztott, Markis Simonnal)
- Mengyelejev-díj (2020)
- Szépíró-díj (2020)